# Grupo GR
O Grupo GR (GR Garantia Real Segurança LTDA) é uma empresa brasileira que atua nos setores de segurança privada e terceirização de serviços (facilities). Fundado em 1992 por Maurice Braunstein, o grupo tem sua sede em São Paulo e oferece cobertura em todo o território nacional. A empresa é uma das maiores do seu segmento no Brasil, com um faturamento de R$ 800 milhões em 2022 e mais de 16.000 colaboradores em 2024.

## História
A empresa foi fundada em 1992 pelo empresário Maurice Braunstein, que permanece como seu principal executivo (CEO). Ao longo de sua trajetória, o Grupo GR expandiu suas operações para todos os estados do Brasil, diversificando seu portfólio de serviços para além da segurança patrimonial, incluindo um conjunto de serviços de apoio conhecidos como facilities.
Em 2017, a companhia passou por uma reorganização estratégica com o objetivo de otimizar a gestão e fortalecer sua presença no mercado nacional. Essa mudança incluiu a criação de duas novas vice-presidências, de Operações e Comercial, para dar suporte ao crescimento.
Nos anos seguintes, a empresa intensificou os investimentos em tecnologia, como o uso de inteligência artificial, drones e sistemas integrados de monitoramento, como parte de sua estratégia de inovação. Em 2023, anunciou um plano de expansão com a meta de atingir R$ 1 bilhão de faturamento até 2024, impulsionado por crescimento orgânico e possíveis aquisições. A aquisição da empresa Megatemp, no setor de mão de obra temporária, marcou uma das estratégias de crescimento inorgânico do grupo.

## Operações e Serviços
O Grupo GR estrutura seus serviços em duas grandes áreas de negócio: Segurança e Facilities.
- Serviços de Segurança: Incluem segurança patrimonial, pessoal, eletrônica, escolta armada e controle de acesso. A empresa utiliza tecnologias como biometria, reconhecimento facial, monitoramento por CFTV e rondas com drones.[3]

- Serviços de Facilities: Englobam portaria, recepção, bombeiro civil, jardinagem e limpeza técnica e industrial.[2]

A empresa atende a diversos setores, como condomínios, indústrias, hospitais, instituições de ensino, shopping centers e centros de distribuição.

## Estrutura Corporativa e Governança
Como uma sociedade limitada de capital fechado, o Grupo GR é presidido por seu fundador, Maurice Braunstein. A estrutura de liderança conta com um Vice-presidente de Operações, Daniel Sanches, e um Vice-presidente Comercial, Paulo Bonanno, ambos nomeados durante a reestruturação de 2017.
A empresa é associada ao Sindicato das Empresas de Segurança Privada, Segurança Eletrônica e Cursos de Formação do Estado de São Paulo (SESVESP).

## Cultura Organizacional e Responsabilidade Social
A empresa mantém uma política de desenvolvimento interno por meio da Universidade Corporativa GR, uma plataforma de treinamento e capacitação contínua para seus colaboradores em diversas áreas.
Na área de diversidade e inclusão, o Grupo GR implementou o programa Progride, focado em equidade de gênero e raça. Segundo dados de 2024, as mulheres ocupavam 45% dos cargos de liderança, e pessoas negras representavam 21% dessas posições.
A empresa também apoia iniciativas de responsabilidade social corporativa, como o projeto Amigos do Bem, que atua no combate à pobreza no sertão nordestino.

## Prêmios e Reconhecimentos
O Grupo GR recebeu diversos prêmios e certificações ao longo de sua atuação, entre os quais se destacam:
- Prêmio FIA Employee Experience (FEEx): Reconhecida como uma das empresas mais incríveis para se trabalhar no Brasil.[9]
- Prêmio Melhores Empresas em Satisfação do Cliente: Concedido pelo Instituto Mesc pelo destaque no atendimento ao cliente.[9]
- Prêmio Inbrasc: Reconhecimento na categoria de "Melhor Fornecedor de Mão de Obra de Portaria".[9]
- Prêmio FENAVIST: A Federação Nacional das Empresas de Segurança e Transporte de Valores concedeu à empresa o prêmio de Destaque em Responsabilidade Social.[9]
- Certificado de Qualidade (CRS): Emitido pelo SESVESP, atestando a regularidade e a qualidade dos serviços prestados.[9]
- ISO 9001: Certificação internacional para sistemas de gestão da qualidade.[9]